# Министерство чёрной металлургии СССР
Министерство чёрной металлургии СССР (Минчермет СССР) — орган советского государственного управления, осуществлявший руководство производством металлопродукции — начиная от добычи и подготовки рудного и нерудного сырья, переработки вторичных чёрных металлов, производства кокса, огнеупоров, чугуна, стали и кончая выпуском готового проката, труб и метизов.

## История создания
По мнению министра чёрной металлургии СССР С. В. Колпакова, днём рождения министерства следует считать 12 сентября 1924 года, когда по инициативе Ф. Э. Дзержинского была создана комиссия МеталлЧК.
Образовано 8 февраля 1954 года Указом Президиума Верховного Совета СССР на базе предприятий и организаций Министерства металлургической промышленности.
Повторно образовано в 1965 году как союзно-республиканское министерство. До образования Минчермета СССР руководство отраслью осуществляли:

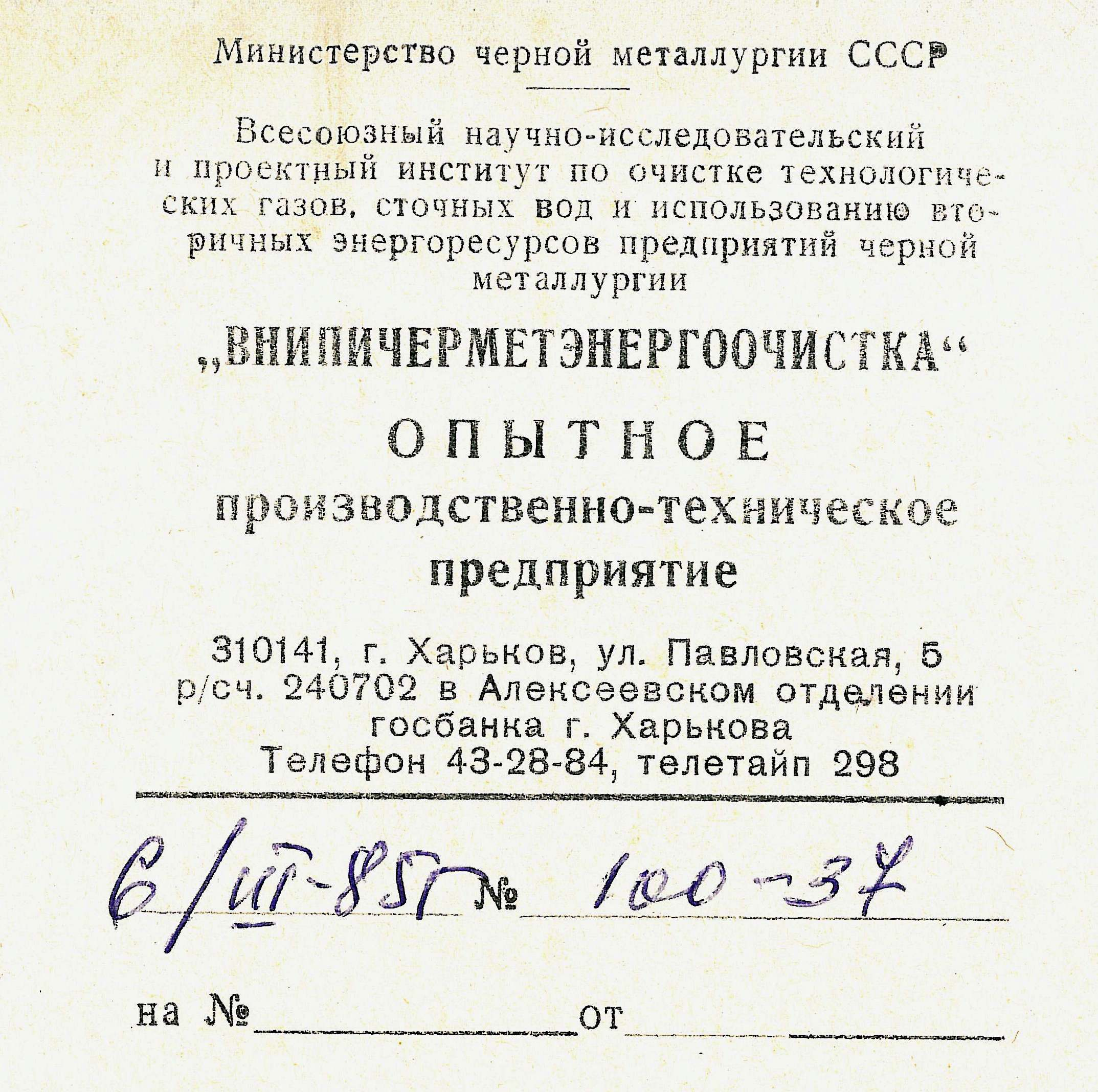
Угловой штамп института Внипичерметэнергоочистка Минчермета СССР. 1985

- 1921—1932 — Главное управление металлической промышленности при ВСНХ, ведавшее предприятиями чёрной и цветной металлургии, машиностроения и металлообработки;
- 1932—1939 — Народный комиссариат тяжёлой промышленности СССР;
- 1939—1946 — Народный комиссариат чёрной металлургии СССР;
- 1946—1954 — Союзное Министерство чёрной металлургии СССР;
- 1954—1957 — союзно-республиканское Министерство чёрной металлургии СССР (в связи с образованием в 1954 году Министерства чёрной металлургии УССР).

В 1957—1965 координация работы чёрной металлургии была возложена на Госметаллургкомитет при Госплане СССР, а предприятия отрасли входили в состав соответствующих совнархозов.
Позднее, в 1976 году, в соответствии с генеральной схемой управления чёрной металлургией, в системе Минчермета СССР созданы всесоюзные промышленные объединения:
- «Союзметаллургпром»;
- «Союзруда»;
- «Союзогнеупор»;
- «Союзспецсталь»;
- «Союзферросплав»;
- «Союзтрубосталь»;
- «Союзметиз»;
- «Союзвторчермет».

Кроме этого, в системе Минчермета СССР были всесоюзные объединения «Металлургзарубежстрой», «Союзшахтопроходка», а также научно-производственные объединения, проектные и научно-исследовательские институты и др. Минчермет УССР находился в двойном подчинении Минчермета СССР и Совета Министров УССР.
В июле 1991 года образовано Министерство металлургии СССР.
После 1991 государственное регулирование металлургии сосредоточено в департаменте Металлургии и материалов Минпромторга России.

## Организация управления и производства продукции
Управление отраслью велось по двухзвённой (Министерство — предприятие) и трёхзвенной (Министерство — объединение — предприятие) системе (кроме предприятий Минчермета УССР). Это позволяло значительно повысить концентрацию производства, централизацию управления трудовыми, материальными и финансовыми ресурсами.
Предприятия Минчермета СССР наряду с производством основной продукции являлись крупнейшими производителями товаров народного потребления для населения СССР: стальная эмалированная и оцинкованная посуда, метизы и т. д.
В рамках плановой системы советской экономики Минчермет СССР снабжал все отрасли народного хозяйства огнеупорами, коксом, чугуном. В части горного производства Минчермет СССР отвечал за полноту отработки руд и нерудных полезных ископаемых, осуществлял мероприятия по охране недр, участвовал в разработке основных направлений и в планировании геологоразведочных работ на руды и нерудное сырьё, выполняемых Министерством геологии СССР, проводил все виды геологоразведочных работ по доразведке действующих и реконструируемых горных предприятий, обеспечивал проектирование, строительство и реконструкцию горнорудных предприятий. Минчермет СССР формировал и выдавал соответствующим министерствам и ведомствам задания на производство горно-шахтного, обогатительного оборудования, а также оборудования для основного металлургического, коксохимического и огнеупорного производства. Минчермет СССР также выполнял функции генерального поставщика в отношении предприятий чёрной металлургии, которые строились за границей при техническом содействии СССР, а также являлся членом постоянной комиссии СЭВ по чёрной металлургии.

## Руководители
Большую роль в организации чёрной металлургии СССР сыграли возглавлявшие её в разные годы:
- Ф. А. Меркулов (1939—1940);
- И. Ф. Тевосян (1940—1949);
- А. Н. Кузьмин (1948—1954);
- А. Г. Шереметьев (1954—1957);
- И. П. Казанец (1965—1985);
- С. В. Колпаков (1985—1989).